# Mayetiola hierochloae
Mayetiola hierochloae är en tvåvingeart som först beskrevs av Karl Eduard Lindeman 1888.  Mayetiola hierochloae ingår i släktet Mayetiola och familjen gallmyggor.
Artens utbredningsområde är Ukraina. Inga underarter finns listade i Catalogue of Life.